# Biszcza

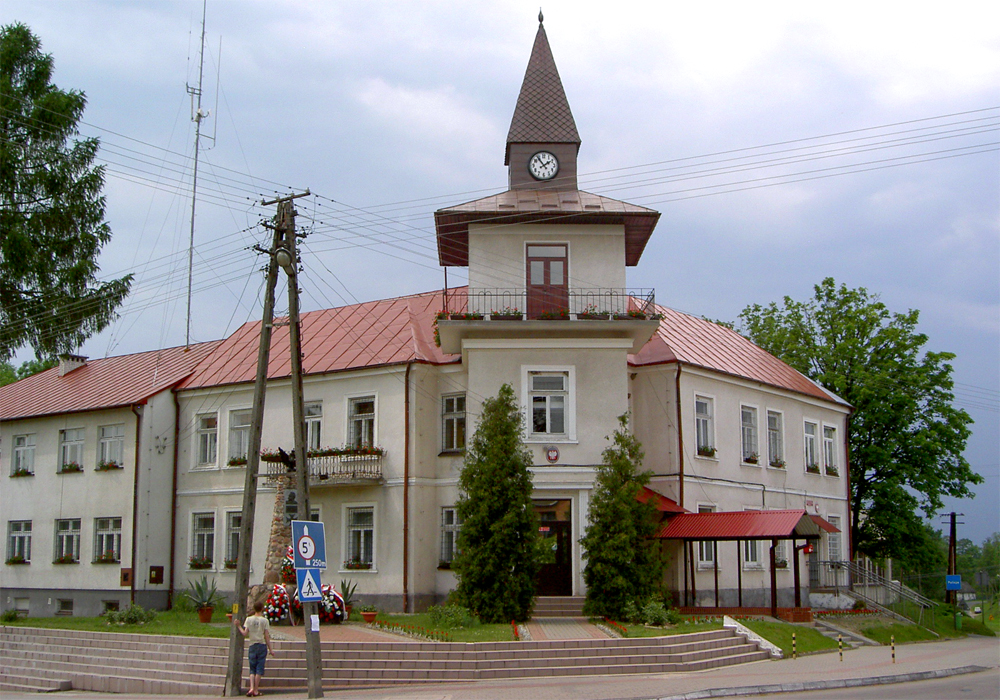
Urząd Gminy w Biszczy

Biszcza (do 30 grudnia 1999 Biszcza Pierwsza) – wieś w Polsce położona w województwie lubelskim, w powiecie biłgorajskim, w gminie Biszcza. Leży na Płaskowyżu Tarnogrodzkim, nad rzeką Łazowną.
Wieś królewska Biescza, położona była w 1589 roku w starostwie niegrodowym krzeszowskim w ziemi przemyskiej województwa ruskiego. 
W latach 1954–1972 wieś należała i była siedzibą władz gromady Biszcza. W latach 1975–1998 miejscowość administracyjnie należała do województwa zamojskiego. 
Miejscowość jest siedzibą gminy wiejskiej Biszcza. Na terenie wsi utworzono dwa sołectwa Biszcza Pierwsza i Biszcza Druga. Według Narodowego Spisu Powszechnego z roku 2011 wieś liczyła 1876 mieszkańców i była największą miejscowością gminy.
W obszar wsi wchodzą:
| Integralne części wsi Biszcza | Integralne części wsi Biszcza | Integralne części wsi Biszcza |
| SIMC                          | Nazwa                         | Rodza                         |
| ----------------------------- | ----------------------------- | ----------------------------- |
| 1061311                       | Biszcza-Kolonia               | część wsi                     |
| 1061328                       | Biszcza-Osiedle               | część wsi                     |
| 0886475                       | Folwark                       | część wsi                     |
| 0886481                       | Glinki                        | część wsi                     |
| 0886498                       | Koniec                        | część wsi                     |
| 0886506                       | Kopytek                       | część wsi                     |
| 0886512                       | Kucharze                      | część wsi                     |
| 0886529                       | Plebania                      | część wsi                     |
| 0886535                       | Podmajdanie                   | część wsi                     |
| 0886541                       | Za Mechlowym Wygonem          | część wsi                     |
| 0886558                       | Żyły                          | część wsi                     |

## Historia

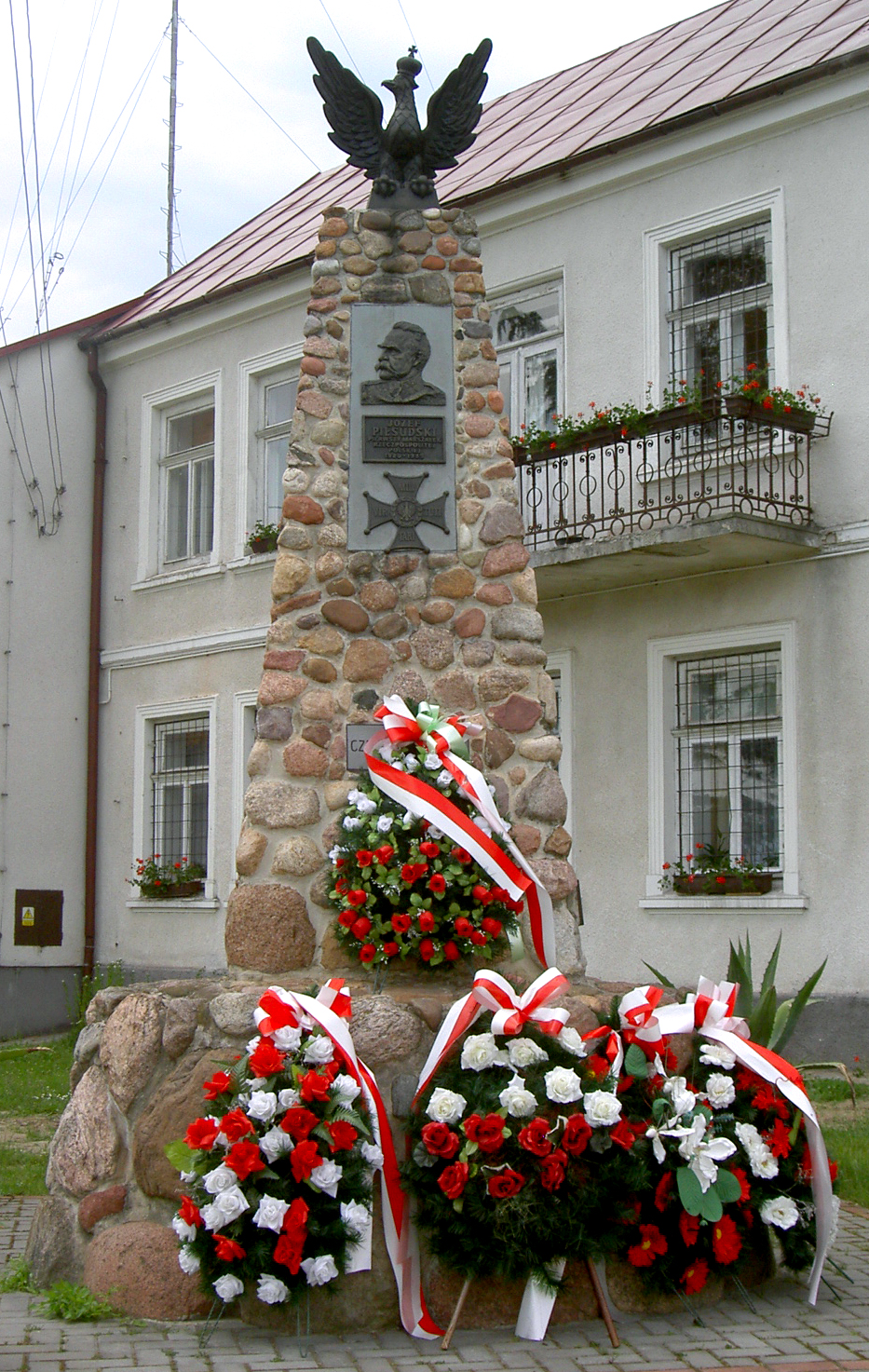
Pomnik w centrum

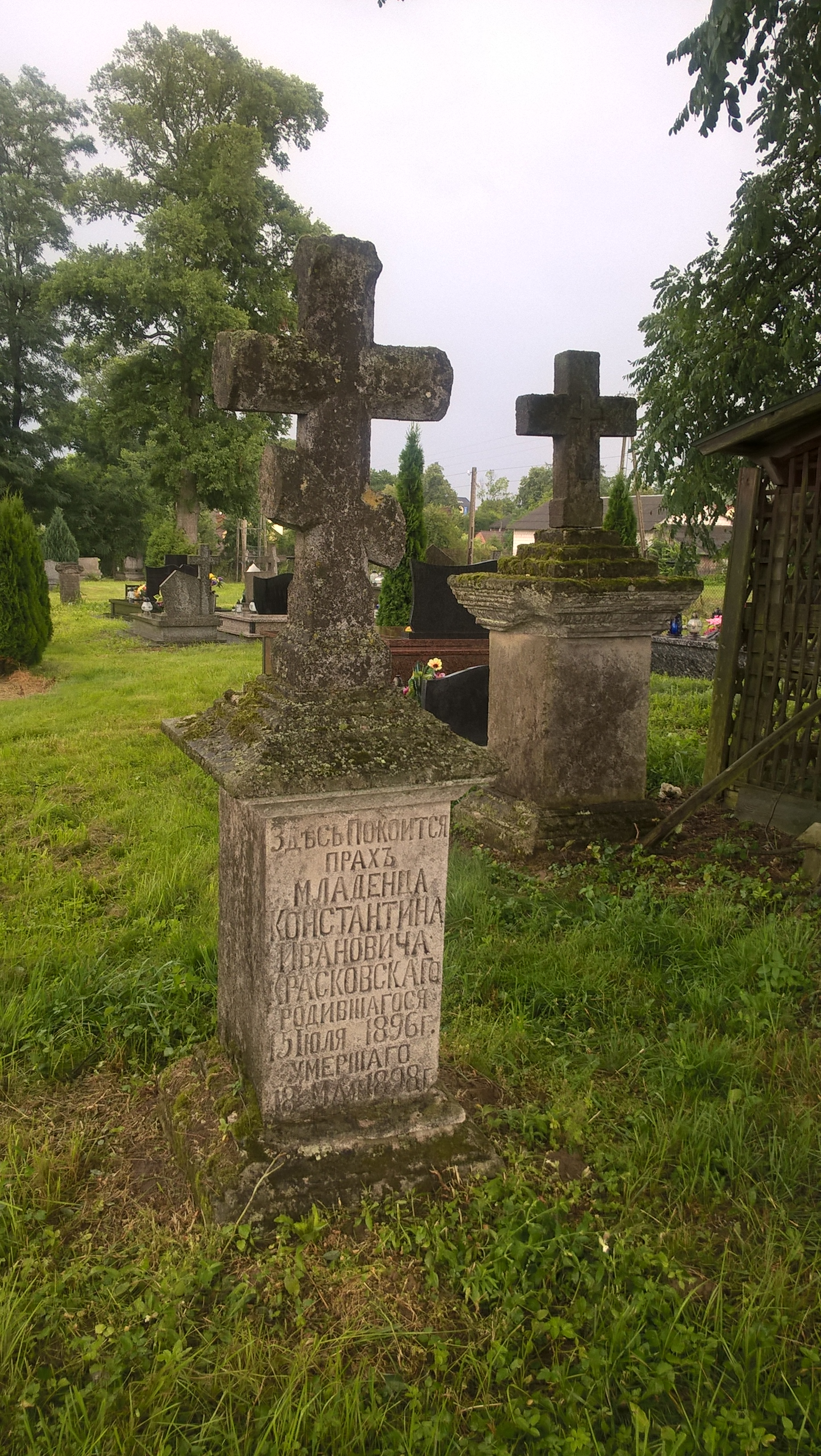
XIX-wieczne nagrobki na cmentarzu prawosławnym

Biszcza powstała na przełomie XV i XVI wieku jako część starostwa krzeszowskiego, z którym w 1588 roku została oddana przez Sejm kanclerzowi Janowi Zamoyskiemu i jego spadkobiercom. W dokumentach jeszcze do połowy XVIII miejscowość funkcjonuje pod nazwą Biescza. Wieś, położona w powiecie przemyskim, była własnością Stanisława Koniecpolskiego, została spustoszona w czasie najazdu tatarskiego w 1672 roku. Do XX wieku Biszcza była ośrodkiem klucza dóbr ordynackich, a 1 stycznia 1867 została stolicą gminy w nowo utworzonym powiecie biłgorajskim.
W czasie okupacji hitlerowskiej, hitlerowcy wymordowali biszczańskich Żydów, natomiast polskich mieszkańców wysiedlono. Na ich miejsce, również przymusowo, sprowadzeni zostali przez Niemców Ukraińcy. We wsi powstał posterunek Ukraińskiej Policji Pomocniczej. 
Po II wojnie światowej w Biszczy powstało duże Państwowe Gospodarstwo Rolne.

## Wspólnoty wyznaniowe
- Kościół rzymskokatolicki – parafia Najświętszego Serca Pana Jezusa
- Świadkowie Jehowy – zbór Biszcza (Sala Królestwa w Harasiukach)[13][14]

## Znane osoby
W Biszczy urodziła się w 1949 roku Genowefa Tokarska, od 2007 wojewoda lubelski, a wcześniej wielokrotny wójt gminy Biszcza.

## Infrastruktura i kultura
Biszcza składa się z dwóch części – Biszczy-Osiedla (dawniej Biszczy Pierwszej) na południu Biszczy-Kolonii (dawniej Biszczy Drugiej) na północy oraz Biszczy-Trzeciej zwanej Kopytkiem. Miejscowość liczy około 2000 mieszkańców. W Biszczy znajduje się Gminny Ośrodek Zdrowia, poczta, przedszkole i szkoła podstawowa. Działa tu Gminny Ośrodek Kultury (z zespołem śpiewaczym Rutyna) oraz Gminna Biblioteka Publiczna. Sport oparty jest na drużynie piłki nożnej Albatros.

## Zabytki i turystyka
Głównym zabytkiem Biszczy jest kościół parafialny pw. Najświętszego Serca Jezusa z 1912 (lub 1911). Wzniesiony jako cerkiew prawosławna, w 1919 roku został zrewindykowany na rzecz Kościoła katolickiego. We wsi znajdują się czynne cmentarze prawosławny oraz rzymskokatolicki.
W centrum wsi, przed Urzędem Gminy znajduje się pomnik ku czci legionistów poległych w wojnie polsko-bolszewickiej w 1920 roku. Epitafium na budynku Urzędu Gminy upamiętnia pacyfikację mieszkańców wsi w 1945 r.
W Biszczy mieści się także prywatne muzeum militariów Antoniego Kurowskiego, dowódcy plutonu kawalerzystów im. 3 Pułku Ułanów Śląskich (tzw. Izba Pamięci).
Okolice Biszczy mają warunki naturalne do rozwoju turystyki wypoczynkowej i agroturystyki. Biszcza praktycznie nie posiada bazy noclegowej; najbliższe ośrodki zapewniające nocleg i wyżywienie znajdują się w Żarach i w Wólce Biskiej, bądź w Tarnogrodzie.

### Szlaki turystyczne
Rowerowy Szlak im. Józefa Złotkiewicza